# Amedea scutellaris
Amedea scutellaris là một loài ruồi trong họ Tachinidae.